# عين طبرق
تتميز عين طبرق هي عين ماء دائمة الجريان تقع في ولاية طاقة في جهة وادي خشيم وهي قريبة من عين أثوم في سلطنة عمان، وقامت الحكومة مؤخرا بتطوير الموقع عبر إنشاء سواقٍ مائية وبركة صغيرة لتجمع المياه ، وكذلك خدمات سياحية للزوار.
وتبعد عين طبرق حوالي 28 كيلومترا عن  ولاية صلالة، ويمكن الوصول إليها بسهولة عبر الطريق المؤدي إلى ولاية طاقة.